# かみの工作所
かみの工作所は、福永紙工株式会社が展開する、紙を加工・印刷してできる道具の可能性を追求するプロジェクトである。

## 商品
- 空気の器 desingn by トラフ建築設計事務所
- クモノス desingn by 山田圭一朗
- ボックスベジタブル desingn by EDU
- リアルメモリーカメラ desingn by 浅野泰弘
- かみめがね desingn by 三星安澄
- paper pierce desingn by オオノ・マユミ
- 紙のイス desingn by 藤森泰司
- 紙の壺 desingn by 梶本博司
- tapehook desingn by トラフ建築設計事務所
- 箱アルバム desingn by 名久井直子+津田淳子
- めいしばこ desingn by 三星安澄
- めいしばこ 横山裕一ver. desingn by 三星安澄
- オリボン desingn by 三星安澄
- Frostray desingn by DRILL DESIGN
- LITE LITE desingn by ミリメーター
- pick-a-book desingn by トラフ建築設計事務所
- うみの白黒動物 desingn by EDU
- 貼プランター desingn by 安積伸
- かみのかけら desingn by NIIMI
- 折水引 desingn by 大友学
- ミーーーラ desingn by サダヒロカズノリ
- ToNoTe（3冊セット desingn by 藤森泰司
- PIECE OF CAKE CARD desingn by オオノ・マユミ
- Wax Paper Book Cover desingn by 大治将典
- Wax Paper File desingn by 大治将典
- Wax Paper Pocket desingn by 大治将典
- 紙箒・紙塵取 desingn by 三浦秀彦

## 主な印刷加工
- 印刷
- 型抜き - 「スジ押し加工」、「切込み加工」、「穴あけ加工」
- エンボス
- 貼り

## 沿革
- 2006年 4月 - 「かみの工作所」プロジェクトスタート。
- 2008年10月 - 本格的な販売を開始。
- 2009年 6月 - interiorlifestyle 出展。
- 2010年 1月 - 「かみの道具展3 トクショクシコウ展」開催。
- 2011年 3月 - かみの工作所公式ウェブショップ「かみぐ」開設。